# Jacqueline Boyer
Jacqueline Boyer (ur. 23 kwietnia 1941 w Paryżu) – francuska piosenkarka i aktorka, córka piosenkarki Lucienne Boyer. Z piosenką „Tom Pillibi” wygrała Konkurs Piosenki Eurowizji 1960. Rok wcześniej w tym samym konkursie Monako reprezentował jej ojciec Jacques Pills, który zajął ostatnie miejsce na podium.

## Dyskografia

### Albumy
- 1959 : Tu es le soleil de mon coeur
- 1960 : Tom Pillibi
- 1960 : Comme au premier jour
- 1961 : Cou-couche panier
- 1961 : Pépé
- 1961 : Il fait gris dans mon coeur
- 1962 : Pianissimo
- 1962 : Le pont vers le soleil
- 1962 : Excusez-moi si j'ai vingt ans
- 1963 : D'autres avant toi
- 1964 : Typhon
- 1964 : Le temps de la vie
- 1966 : La mer, la plage
- 1984 : Time and Time Again
- 1990 : Parlez-moi d'amour
- 1991 : Goldene Schlager Erinnerungen
- 2000 : Nuances
- 2002 : Tous les visages de Jacqueline Boyer
- 2004 : Si quelqu'un vient vous dire
- 2008 : Vier kleine Seiten meines Lebens
- 2009 : Quatre petites pages de ma vie
- 2010 : Chagrin d'amitié

### Single
- 1960 : „Tom Pillibi”
- 1960 : „Comme au premier jour”
- 1963 : „Mitsou”
- 1963 : „In der kleinen Bar auf dem Grand-Boulevard”
- 1963 : „Der Pianist hat keine Ahnung”
- 1963 : „Regenschirm-Song”
- 1963 : „Oui, oui, oui”
- 1964 : „Hongkong Mädchen”
- 1964 : „Suleika”
- 1965 : „Butterfly”
- 1965 : „Hör das Signal, Korporal”
- 1965 : „Little Little China-Girl”
- 1968 : „Oh, Cheri Je t'aime”
- 1968 : „Der Mond vom Fudschijama”
- 1969 : „Mein Herz sagt oui
- 1969 : „Mucho Amore””
- 1969 : „Very Good, C'est Si Bon”
- 1969 : „Moi Moi Moi j'ai de la Chance”
- 1971 : „Nimm dir einen Mann”
- 1971 : „Fang jeden Tag mit Liebe an”
- 1971 : „Il était une fois dans l'ouest”
- 1971 : „Tu as choisi de vivre seul”
- 1971 : „Quentin Durward”
- 1971 : „Kalispera”
- 1971 : „L'eau de la piscine”
- 1971 : „L'amour se porte bien”
- 1972 : „Parlez-vous francais Monsieur”
- 1972 : „Monsieur le Gendarme”
- 1972 : „Mélodie de Paris”
- 1976 : „C'est la vie”
- 1983 : „Life Is New”
- 1984 : „Time and Time Again”
- 1985 : Parlez-moi d'amour”
- 1989 : „Tour Eiffel”
- 2004 : „La roue tourne”